# Œnanthe (plante)
Oenanthe
Pour l’article homonyme, voir Oenanthe (oiseau).
Genre
Classification phylogénétique
Synonymes
- Phellandrium L.[1]

Les Œnanthes (Oenanthe) sont un genre de plantes à fleurs de la famille des Apiaceae. Ce sont des plantes herbacées. Le genre comprend des espèces, la plupart toxiques, de l'hémisphère nord tempéré (dont une douzaine environ en Europe), de la zone indomalaise, d'Australie et d'Afrique tropicale.

## Principales espèces en français
- Œnanthe aquatique - Oenanthe aquatica
- Œnanthe faux boucage - Oenanthe pimpinelloides
- Œnanthe à feuilles de peucédan - Oenanthe peucedanifolia
- Œnanthe à feuilles de silaüs - Oenanthe silaifolia
- Œnanthe fistuleuse - Oenanthe fistulosa
- Œnanthe des fleuves - Oenanthe fluviatilis
- Œnanthe de Lachenal - Oenanthe lachenalii
- Œnanthe phellandre - cf. Œnanthe aquatique[2]
- Œnanthe safranée - Oenanthe crocata

## Toxicité
La plupart des espèces du genre Oenanthe sont toxiques, voire mortelles, par ingestion et compte tenu de leur ressemblance avec des espèces comestibles, le risque de confusion est important.
L'œnanthe aurait pour effet de faire sourire sa victime à sa mort (pour les toxiques telle l'œnanthe safranée) probablement à la suite d'un spasme musculaire (voir rire sardonique).

## Liste d'espèces
Selon GRIN (3 juillet 2020) :
- Oenanthe aquatica (L.) Lam.
- Oenanthe crocata L.
- Oenanthe fistulosa L.
- Oenanthe javanica (Blume) DC.
- Oenanthe lachenalii C. C. Gmel.
- Oenanthe palustris (Chiov.) C. Norman
- Oenanthe pimpinelloides L.
- Oenanthe sarmentosa C. Presl ex DC.
- Oenanthe silaifolia M. Bieb.
- Oenanthe virgata Poir.

Selon Tropicos (3 juillet 2020) (Attention liste brute contenant possiblement des synonymes) :
- Oenanthe abchasica Schischk.
- Oenanthe alatinervis Y.Y. Qian
- Oenanthe ambigua Nutt.
- Oenanthe anatolica K. Koch
- Oenanthe angulosa Griseb.
- Oenanthe anomala Coss. & Durieu
- Oenanthe aquatica (L.) Poir.
- Oenanthe banatica Heuff.
- Oenanthe benghalensis (Roxb.) Benth. & Hook. f.
- Oenanthe californica S. Watson
- Oenanthe capensis Houtt.
- Oenanthe caudata C. Norman
- Oenanthe corticata Edgew.
- Oenanthe crocata L.
- Oenanthe decumbens Koso-Pol.
- Oenanthe dielsii H. Boissieu
- Oenanthe diffusa Lag.
- Oenanthe divaricata Mabb.
- Oenanthe fedtschenkoana Koso-Pol.
- Oenanthe ferulacea Thunb.
- Oenanthe filicaulis (Eckl. & Zeyh.) D. Dietr.
- Oenanthe filiformis Walter
- Oenanthe fistulosa L.
- Oenanthe globulosa L.
- Oenanthe hookeri C.B. Clarke
- Oenanthe inebrians Thunb.
- Oenanthe javanica DC.
- Oenanthe kudoi Suzuki & Yamam.
- Oenanthe lachenalii Gmel.
- Oenanthe laciniata
- Oenanthe linearis Wall. ex DC.
- Oenanthe longifoliolata Schischk.
- Oenanthe media Griseb.
- Oenanthe mildbraedii H. Wolff
- Oenanthe montis-khortiati Soldano
- Oenanthe normanii F.P. Metcalf
- Oenanthe obscura Spreng.
- Oenanthe palustris (Chiov.) C. Norman
- Oenanthe peucedanifolia Heuff. ex Boiss.
- Oenanthe phellandrium Lam.
- Oenanthe pimpinelloides L.
- Oenanthe pinnata (DC.) Koso-Pol.
- Oenanthe pringlei J.M. Coult. & Rose
- Oenanthe procumbens (H. Wolff) C. Norman
- Oenanthe prolifera Hort. ex Steud.
- Oenanthe pterocaulon S.L. Liou, C.Y. Chao & C.C. Chuang
- Oenanthe pumila (Engelm. & A. Gray) Koso-Pol.
- Oenanthe purpurea Poir.
- Oenanthe quitensis Spreng.
- Oenanthe rivularis Dunn
- Oenanthe rosthornii Diels
- Oenanthe sarmentosa C. Presl ex DC.
- Oenanthe seseloides C. Presl
- Oenanthe silaifolia M. Bieb.
- Oenanthe sinensis Dunn
- Oenanthe sophie Schischk.
- Oenanthe stolonifera (Roxb.) DC.
- Oenanthe subbipinnata (Miq.) Drude
- Oenanthe tenuifolia Thunb.
- Oenanthe thomsonii C.B. Clarke
- Oenanthe uhligii (H. Wolff) Norman